# Isaac Rosa
Isaac Rosa Camacho (Séville, 1974) est un écrivain espagnol.

## Biographie
Elevé à Badajoz, il réside actuellement à Séville. Il est chroniqueur habituel d'Eldiario.es, collabore avec la Cadena SER et la revue mensuelle La Marea, entre autres publications. Il a été chroniqueur du quotidien Publico et de la revue satirique El Jueves.
Il s'est fait connaître par un roman d'humour au titre iconoclaste et révélateur: Un autre maudit roman sur la guerre civile! (2007), qui réélaborait un récit de 1999. Son roman El vano ayer a gagné en 2005 le Prix Romulo Gallegos en concurrence avec d'autres auteurs espagnols tels qu'Almudena Grandes, Andrés Trapiello ou Juan Bonilla. La reconnaissance de la critique fut générale. Le roman choisit un genre peu fréquenté et lié à la postmodernité, le "roman en marche", où le lecteur assiste aux réflexions d'un personnage-narrateur sur la construction de l'histoire même qu'il essaye d'éclaircir, dans le cadre d'une thématique - celle du franquisme - qui a été largement utilisée par les écrivains espagnols. Le prix a donné au roman une dimension internationale dans l'univers hispanoaméricain.
Son roman Le pays de la peur (2008) a obtenu le VIIIe Prix de la Fondation José Manuel Lara ; il traite des menaces de la vie urbaine. La main invisible (2011) s'intéresse au devenir incertain du travail salarié et La chambre obscure (2013) aux difficiles relations interpersonnelles de la jeunesse.
Lors des élections générales de 2011 il a manifesté son soutien à la candidature de Gauche Unie.

## Oeuvres

### Roman
- Le bruit du monde [Extremadura 1936]. Le cabinet de mouches de la merde (1999, Universitas Éditorial). Co-écrit avec José Israel García Vázquez
- La malamemoria (1999, Del Oeste Ediciones)
- Le vain hier (2004, Seix Barral)
- Un autre maudit roman sur la guerre civile! (2007, Seix Barral), réédition augmentée de La malamemoria (1999).
- Le pays de la peur (2008, Seix Barral)
- La main invisible (2011, Seix Barral)
- La chambre obscure (2013, Seix Barral)
- Heureuse fin (2018, Seix Barral)
- Craie Rouge (2020, Seix Barral)
- Lieu sûr (2022, Seix Barral) Prix Biblioteca Breve [1]

#### Roman juvénile
- W (2019, Edebé) co-écrit avec sa fille Olivia Rosa
- Je te regarderai (2021, Edebé)

### Bande dessinée
- Il a habité ici: Histoire d'une expulsion (illustrations de Cristina Bueno) (2016, Nube de Tinta)[2]
- Ton futur commence ici (illustrations de Mikko) (2017, Nube de Tinta)

### Autres genres
- Au revoir Garçons (1998, théâtre)
- Kosovo. L'alibi humanitaire: antécédents et évolution (2001, Ediciones Vosa, essai). Co-écrit avec Aleksandar Vuksanovic et Pedro López Arriba[3].

## Prix
- 2004, Prix Ojo Critico de Narrativa de RNE pour Le vain hier
- 2004, Prix Andalucia de la Critica pour Le vain hier
- 2005, XIV Prix Rómulo Gallegos pour Le vain hier
- 2009, VIII Prix Fondation José Manuel Lara, pour Le pays de la peur
- 2013, Prix Cálamo "Livre de l'année" pour La chambre obscure.
- 2014, Prix de la revista Quimera au meilleur livre de narration de l'année pour La chambre obscure.
- 2022, Prix Bibliothèque Brève pour Lieu sûr[4].
- 2023, Prix Benjamín de Tudela pour Lieu sûr[5].

## Influences et auteurs préférés
Dans un entretien il a déclaré: "Ceux qui m'intéressent, comme je le disais, sont les oeuvres et les auteurs qui proposent une littérature plus exigeante, qui dénudent les pièges de la fiction et font le labeur "desacralisateur-sacrogénétique" dont parlait Martín Santos." 
Parmi les auteurs expressément cités figurent: Virginia Woolf, Robert Musil, Juan Goytisolo, Miguel Espinosa.